# Hylophilus semicinereus
A Hylophilus semicinereus a madarak osztályának verébalakúak (Passeriformes) rendjébe és a lombgébicsfélék (Vireonidae) családjába tartozó faj.

## Rendszerezése
A fajt Philip Lutley Sclater és Osbert Salvin írták le 1867-ben.

## Alfajai
- Hylophilus semicinereus juruanus Gyldenstolpe, 1941
- Hylophilus semicinereus semicinereus P. L. Sclater & Salvin, 1867
- Hylophilus semicinereus viridiceps (Todd, 1929)[2]

## Előfordulása
Dél-Amerika északi részén, Bolívia, Brazília, Francia Guyana, Kolumbia, Peru és Venezuela területén honos. A természetes élőhelye a szubtrópusi vagy trópusi síkvidéki esőerdők és mocsári erdők. Állandó, nem vonuló faj.

## Megjelenése
Testhossza 12 centiméter, az egyetlen mért példány testtömege 13 gramm.

## Életmódja
Rovarokkal táplálkozik.

## Külső hivatkozás
- Képek az interneten a fajról
- Xeno-canto.org - a faj hangja